# Maimeri
Maimeri — итальянская торговая марка, основанная в 1923 году. Компания производит материалы для декорирования, творчества и хобби, а также красок для профессиональных художников. Maimeri производит художественные материалы по единственной рецептуре, разработанной основателем бренда Джанни Маймери. Штаб-квартира Maimeri находится в Милане, Италия.

## История компании
1923-1925
В 1923 году в Италии открылась одна из первых фабрик, производящих художественные краски и лаки, Fratelli Maimeri. Компания была основана на сочетании художественного интереса и таланта живописца Джанни Маймери (1884—1951) и знаний в области химии его брата Карло Маймери (1886—1957). Затем, 27 января 1925 года Meimeri стала акционерным обществом, акции которого принадлежали основателям компании, а также Джованни Тикоцци и барону Сильвио Прато.
1925-1929
Вскоре на рынок была выпущена первая серия масляных красок, серия А. Экономический кризис 1929 года, повлекший финансовые проблемы Компании, стал причиной объединения с Sante Faccini. Производство было продолжено под торговой маркой F.lli Maimeri & C.
1929-1937
В период от Экономического кризиса 1929 года до начала Второй мировой войны F.lli Maimer производили и распространяли по всей стране пять различных серий масляной, темперной и акварельной краски, порошковые пигменты для художников, а также примерно 25 видов вспомогательной продукции (лаки, масла, эссенции, средства и разбавители) и множество других аксессуаров. Благодаря протекционистскому режиму, итальянская химическая промышленность процветала, как и новая компания Maimeri. В 1936 году компании пришлось покинуть старую фабрику Blondel Mill, которая стала слишком маленькой для растущих объёмов производства.
1945-1951
Во время Войны завод не останавливал производство. Более того, отсутствие сильной конкуренции привело к увеличению продаж. В 1951 году умер Джанни Маймери. Последним знаменательным его изобретением стала формула Maimeri tempera grassa, подобие которой применялось много веков назад великими мастерами. Различие заключалось в добавлении химических ингредиентов в состав краски.
1952-1980
Смерть Джанни Маймери повлекла существенные изменения в структуре акционерного капитала компании. В 1950-х годах Леоне Маймери удалось преуспеть в расширении промышленного производства в сфере графического дизайна и рекламы, в декорациях и хобби, которые резко выросли в Италии. Следовательно, в период с 1960-х по 70-е годы были созданы новые линии для конкретных художественных методов. Рост спроса и новые темпы производства привели к тому, что компании пришлось искать больше места. Так, новый завод был построен в 1969 году на участке земли в Беттолино, в муниципалитете Медилья.
1980-1989
В 1980-х годах в ряды Maimeri вступил молодой Аматоре Марчесы, отвечающий за лабораторию и производство. Твердая позиция Аматоре сохраняется и до сих пор: концепция тетраэдра, задуманная основателем компании, должна была остаться нетронутой.
1990-1999
В 1984 году F.lli Maimeri стала компанией с ограниченной ответственностью (Ltd). В 1990-х годах в ряды Maimeri вступил амбициозный Джанни Маймери-младший, внук основателя компании и в настоящее время её генеральный директор. Он ставил себе высокие цели по увеличению влияния на рынке и распространения продукции по всему миру. В 1996 году Джанни также начал продвигать создание Fondazione Maimeri с намерением сделать основателя компании более широко известным, поощрять учёбу в научной сфере по истории цвета и компании, а также продвигать деятельность молодых художников и культуры в целом.
2000 — сегодня
С 31 марта 2014 года Maimeri входит в F.I.L.A. Group, в составе которой остается и сегодня.